# Albert Ballin (Schiff)
Die Albert Ballin war ein deutsches Passagierschiff der Hamburg-Amerika Linie (Hapag), das am 16. Dezember 1922 bei Blohm & Voss in Hamburg vom Stapel lief und im Sommer 1923 den Dienst auf dem Nordatlantik aufnahm. Die Albert Ballin war das Typschiff für drei weitere Neubauten der Hapag, die 1924 als Deutschland, 1926 als Hamburg und  1927 als New York ebenfalls in diesen Dienst eingestellt wurden.

## Geschichte
Im ersten Bauprogramm der Hamburg-Amerikanische Packetfahrt-Actien-Gesellschaft nach dem Ersten Weltkrieg waren zwei Passagierschiffe von etwa 20.000 BRT für die Nordatlantikroute enthalten. Für die bis 1914 größte Reederei der Welt, die zuletzt die Schiffe der Imperator-Klasse für diese Route bestellt hatte, waren es sehr bescheidene Schiffe. Die bei Blohm & Voss am 27. März 1919 bestellten Schiffe sollten 1.650 Passagiere beherbergen (250 1. Klasse, 340 2. Klasse und 1060 3. Klasse) und für die Reederei der erste Schritt zurück in den Nordatlantikverkehr sein. Die 3. Klasse der Schiffe sollte vor allem dem Auswandererverkehr dienen.
Als erster deutscher Nachkriegsbau über 20.000 BRT lief das Schiff am 16. Dezember 1922 vom Stapel und wurde nach dem früheren Generaldirektor der Hapag (1899–1918), Albert Ballin (1857–1918), benannt.

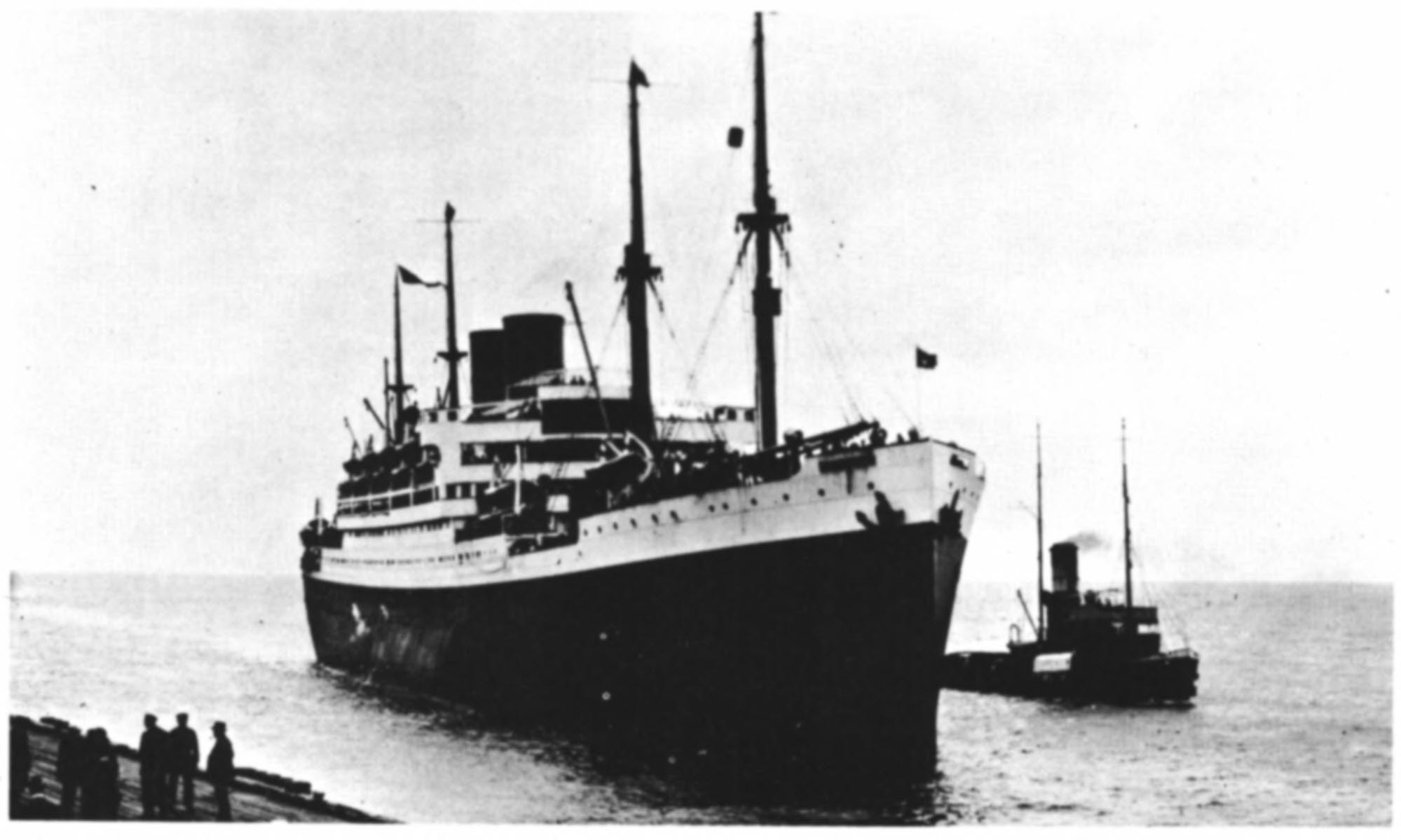
Die Albert Ballin, 1923

Die Albert Ballin trat am 5. Juli 1923 ihre Jungfernfahrt von Hamburg nach New York unter dem Kommando von Kommodore Thomas Kier an.
Sie war der erste Schiffsneubau der Hapag nach dem Ersten Weltkrieg für den Passagierverkehr. Bei einer Länge von 191,2 m und einer Breite von 24,0 m war das Schiff mit 20.815 BRT vermessen. Zwei Getriebeturbinen von 13.500 PSw ermöglichten eine Geschwindigkeit von 16 kn. Zur Erhöhung der Schiffsstabilität und des Passagierkomforts verfügte das Schiff (und dann auch die Schwesterschiffe) über Frahm’sche Schlingertanks.
Für die Passagiere der 1. Klasse standen in 127 Kabinen 215 Betten und 36 Sofabetten zur Verfügung. Dazu gab es noch 23 Reserve-Einhängebetten. Die 2. Klasse verfügte in 108 Kabinen über 216 Betten und 124 Sofabetten. Die im Vorschiff untergebrachte 3. Klasse verfügte in 186 kleinen Kammern über 645 Betten und weitere 315 Betten in Wohndecks. Die sanitären Einrichtungen unterschieden sich von heutigen Standards erheblich. In den sehr unterschiedlichen Kabinen der 1. Klasse gab es nur 16 Luxuskabinen mit eigenem Bad und WC. Für die anderen Passagiere standen (nach Klassen) nur öffentliche Toiletten und Bäder zur Verfügung. Die sonstigen Aufenthaltsmöglichkeiten unter Deck zeigten starke Klassenunterschiede. In der 1. Klasse gab es 467 Plätze (davon 238 im Speisesaal), für die 2. Klasse waren es 427 Plätze (214 im Speisesaal) und für die 3. Klasse waren es 485 Plätze (345 im Speisesaal).
Das Schwesterschiff der Albert Ballin, die Deutschland, wurde Ende 1923 fertig, aber erst ab März 1924 eingesetzt, als der Höhepunkt der Inflation vorbei war. Die guten Beförderungsergebnisse der beiden Schiffe führten am 20. Dezember 1924 zur Bestellung zweier weiterer Schiffe dieses Typs. Sie kamen 1926 als Hamburg und  1927 als New York in Dienst. Wegen der Veränderung der amerikanischen Einwanderungsbestimmungen verfügten diese Schiffe über verringerte Plätze in der 3. Klasse. Die New York erhielt dann als erstes Schiff der Hapag eine vierte Klasse mit der „3. Klasse für Touristen“. Nach einem Umbau im Winter wurde 1928 auch auf der Albert Ballin eine Touristenklasse angeboten, die mögliche Gesamtzahl der Passagiere veränderte sich auf 229 in der 1. Klasse, 257 in der 2. Klasse, 144 in der neuen Touristenklasse und 597 in der 3. Klasse.

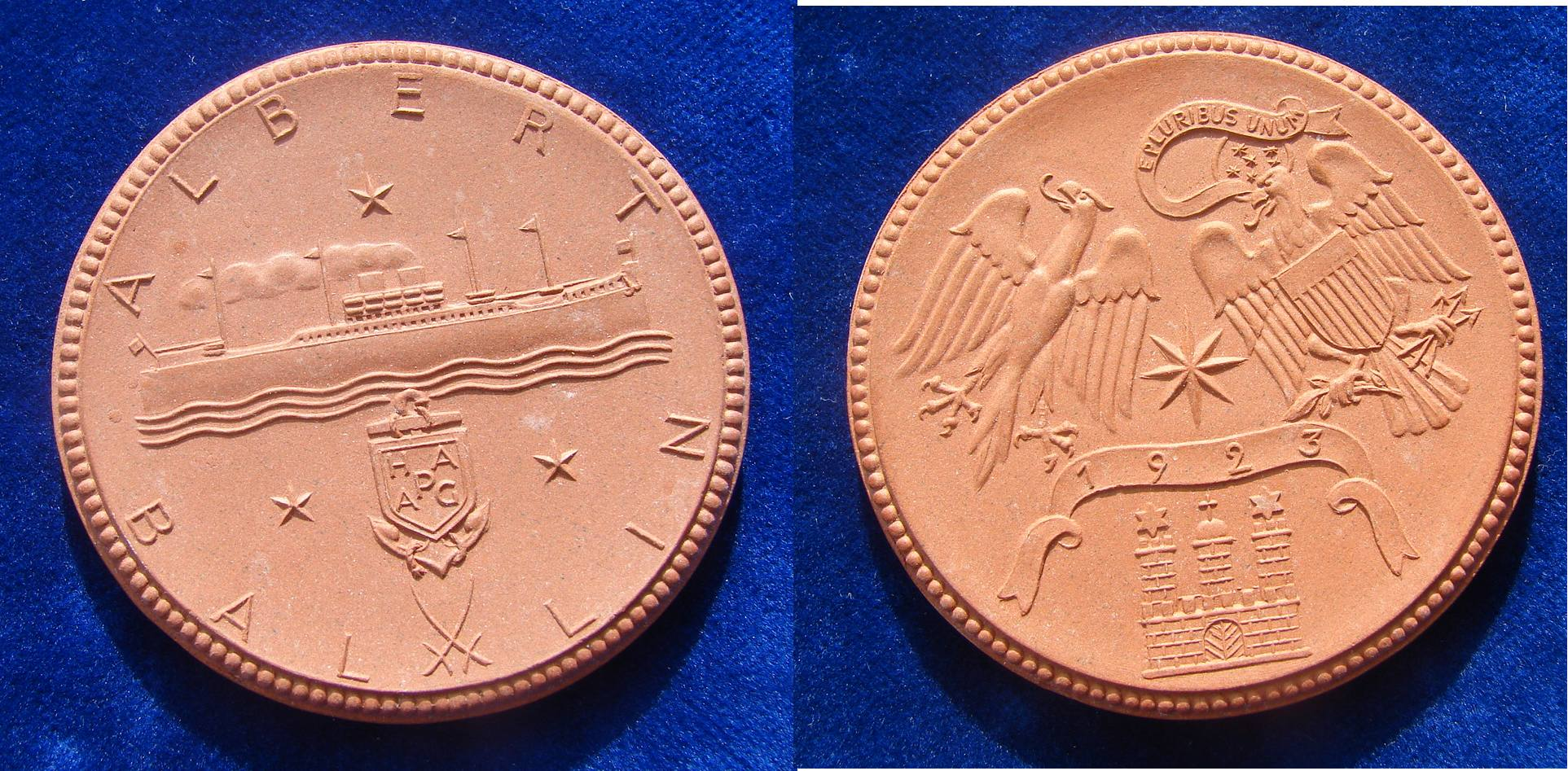
Porzellanmedaille zur Jungfernfahrt der Albert Ballin von Hamburg über Southampton nach New York 1923

Im folgenden Winter wurde auf allen vier Schiffen der Klasse eine komplette Erneuerung der Hauptmaschinen durchgeführt. Die alten Turbinen wurden ausgebaut und für andere Schiffe (wie die Frachter Neumark, Kurmark, Uckermark) verwandt. Die Passagierdampfer erhielten neue Hochdruck-Kesselanlagen und neue Turbinen, deren Höchstleistung 29.000 PSw betrug. Damit konnte die Dienstgeschwindigkeit auf 19 kn erhöht werden und die Überfahrt verkürzte sich um 36 Stunden. Bei dem Umbau wurde das äußere Erscheinungsbild durch kurze gedrungene Schornsteine verändert und die Passagiereinrichtung erneut verbessert. Auf den beiden älteren Schiffen fiel die 2. Klasse völlig weg und die Albert Ballin bot jetzt Platz für bis zu 341 Passagiere in der 1. Klasse, 339 in der Touristenklasse und 493 in der 3. Klasse an. Am 11. März 1930 ging sie als zweites umgebautes Schiff auf Probefahrt und wurde jetzt mit 20.931 BRT vermessen.
Am 12. Mai 1934 kam es zu einer Havarie mit dem Schlepper Merkur des Norddeutschen Lloyd, als dieser der auslaufenden Albert Ballin vor den Bug lief und von ihr überrannt wurde. Beim Untergang der Merkur gab es sieben Todesopfer.
Im Frühjahr 1934 wurde die Albert Ballin wie alle Schiffe der Klasse um etwa 15 Meter verlängert. Nach einem festen Plan wurden die vier Schiffe in das Dock V bei Blohm & Voss verholt, wo etwa ein Teil des Vorschiffs abgeschnitten wurde, der dann durch ein im Dock VI gebautes neues Vorschiff ersetzt wurde. Dazu wurden die beiden Docks verkoppelt und das neue Teil auf einem Schlitten an das buglose Schiff gezogen. Mit der neuen, in Modellversuchen entwickelten Rumpfform des Vorschiffs war jetzt eine Höchstgeschwindigkeit von 21,5 kn möglich. Die Plangeschwindigkeit blieb allerdings bei 19,2 kn, da die Versuche gezeigt hatten, dass für diese Geschwindigkeit eine erheblich geringere Maschinenleistung nötig sein würde und die erzielte Brennstoffersparnis die Kosten des Umbaus in kurzer Zeit wettmachen würde. Die Schornsteine wurden wieder verlängert und die Passagiereinrichtung erneut verbessert und konnte jetzt bis zu 228 Passagiere in der 1. Klasse, 462 Passagiere in der Touristenklasse und 395 in der 3. Klasse aufnehmen. Eine neue Vermessung ergab nach dem Umbau 21.131 BRT. Der Umbau wurde von der Reichsregierung unterstützt, um die Werft bei der herrschenden Weltwirtschaftskrise beschäftigt zu halten.
Im Herbst 1935 wurde die Albert Ballin auf Drängen des Reichsministeriums für Volksaufklärung und Propaganda in Hansa umbenannt, da Albert Ballin Jude war.
Die letzte Nordatlantikfahrt nach New York trat die Hansa am 27. Juli 1939 an.

### Einsatz während des Krieges
Im Krieg diente die Hansa als Wohnschiff für die Kriegsmarine (2. Unterseebootslehrdivision und 8. U-Flottille) und wurde 1945 auch zur Evakuierung der Ostgebiete eingesetzt. Am 30. Januar 1945 lief sie mit weit mehr als 3000 Flüchtlingen an Bord zusammen mit der Wilhelm Gustloff aus Gotenhafen aus, musste aber bereits kurz danach wegen eines Maschinenschadens und Problemen mit der Ruderanlage vor Hela auf Reede gehen. Während die allein die Fahrt fortsetzende Wilhelm Gustloff in der Nacht versenkt wurde, konnte die Hansa am folgenden Tag ihre Fahrt unbehelligt nach Kiel durchführen. Weitere Fahrten folgten.
Am 6. März 1945 erlitt die Hansa auf ihrer letzten Fahrt nach Westen nahe Gedser einen Minentreffer. Das Schiff wurde evakuiert. Bei dem Versuch, das Schiff nach Warnemünde einzubringen, kenterte es nahe der Hafeneinfahrt in flachem Wasser. Die Steuerbordseite ihres Rumpfes ragte dabei fünf Meter aus dem Wasser.

### In sowjetischen Diensten

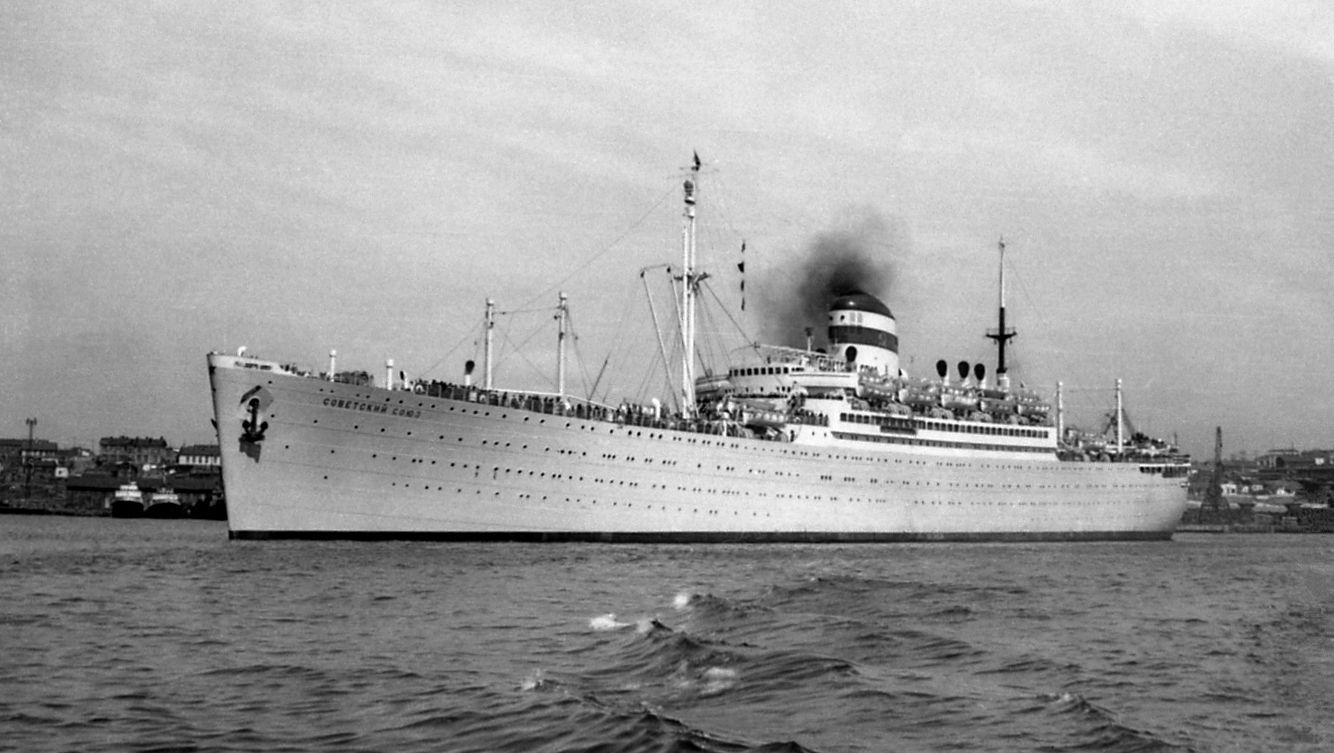
Die Sovetskiy Soyuz in der Bucht Goldenes Horn vor Wladiwostok 1957

Mit Hilfe abgesenkter Schwimmdocksektionen wurde das auf der Backbordseite liegende Schiff 1949 aufgerichtet, schwimmfähig gemacht und am 15. Dezember 1949 in den Hafen von Warnemünde geschleppt. Zwischen dem 11. August 1950 und 8. Juni 1951 wurde der Schiffskörper in Antwerpen bei der Cockerill-Werft repariert. Die weiteren Umbaumaßnahmen auf der Warnowwerft (unter anderem Zusammenführung der Schornsteine in einen einzelnen Schornstein und Entfernung zweier Masten) dauerten bis ins Jahr 1955, die Vermessung erhöhte sich auf 23.001 BRT.
1953 wurde die ehemalige Albert Ballin in die Sovetskiy Soyuz (russisch Советсий Союс, „Sowjetunion“) umbenannt und Ende 1955 an die Sowjetunion ausgeliefert. Das erneuerte Schiff war zu diesem Zeitpunkt das größte Passagierschiff, das unter sowjetischer Flagge operierte. Im Januar 1956 verließ die Sovetskiy Soyuz den Hafen von Saßnitz und nahm Kurs auf Sewastopol, wo sie über ein Jahr am Nord-Kai lag, gerade neben der Beerdigungsstelle von etwa 600 Opfern der 1955 gekenterten Noworossijsk, bis die Getriebeturbinen in Charkiw ausgewuchtet worden waren. Ende Dezember 1957 kam das Schiff nach Odessa, wo es mit Gemüsekonserven für den sowjetischen Fernen Osten, darunter Kamtschatka, beladen wurde. Um Afrika, ohne in die Auslandshäfen einzulaufen, erreichte das Schiff am 8. März 1957 den Hafen Nachodka und erst am 29. Mai 1957 den Bestimmungs- und Heimathafen Wladiwostok und diente seit dem 29. Mai auf der Route von Wladiwostok nach Petropawlowsk auf Kamtschatka. Bis zu ihrer Außerdienststellung transportierte sie auf dieser Strecke über 660.000 Personen und auf ihr wurden über 3.000 Seefahrtsschüler ausgebildet. Sie wurde 1980 zum letzten Mal umbenannt in Tobolsk (Тобольск, nach der gleichnamigen Stadt), um am 5. Dezember 1980 außer Dienst gestellt zu werden, denn das Schiff durfte aus Propagandagründen unter dem Namen Sovetskiy Soyuz auf keinen Fall verschrottet werden. Am 5. März 1982 fuhr die Tobolsk nach Hongkong, wo sie am 17. März 1982 zur Verschrottung übergeben wurde.

## Flucht in die Freiheit
Im Dezember 1974 machte die Sovetskiy Soyuz eine 20-tägige Rundfahrt „Von Winter – in den Sommer, ohne Visum“ auf der Route Wladiwostok – Äquator – Wladiwostok ohne Einfahrt in ausländische Häfen.
Am späten Abend des 13. Dezember 1974, als das Schiff sich auf der Breite von 10° befand, sprang ein Passagier, der sowjetische Meeresforscher Stanislaw Kurilow (1936–1998) über Bord und schwamm ohne Kompass und Karte in Richtung der Philippinen. Er hatte dabei weder Essen noch Trinken, nur eine Maske mit Schnorchel und Flossen. Nach zwei Tagen und drei Nächten Schwimmen im offenen Ozean trat er auf der philippinischen Inseln Siargao an Land, wo er von den lokalen Fischern aufgenommen wurde.
Kurilow erwarb Asyl in Kanada und die dortige Staatsbürgerschaft.
Als man in der Sowjetunion von seiner Flucht erfuhr, wurde er in Abwesenheit angeklagt und zu 10 Jahren Haft wegen „Hochverrats“ verurteilt. Stanislaw Kurilow lebte in Kanada und in Israel, arbeitete dort als Meeresforscher, veröffentlichte den autobiographischen Roman „Allein im Ozean“ und gab mehrere Interviews. Seine Geschichte wurde 2012 in Russland verfilmt und im Ersten Kanal des staatlichen Fernsehens gezeigt.

## Kommandanten (Auswahl)
- Kommodore Thomas Kier: von der Indienststellung bis 1926
- Kapitän/Kommodore Paul Wiehr: von 1926 bis 1933

## Weblinks

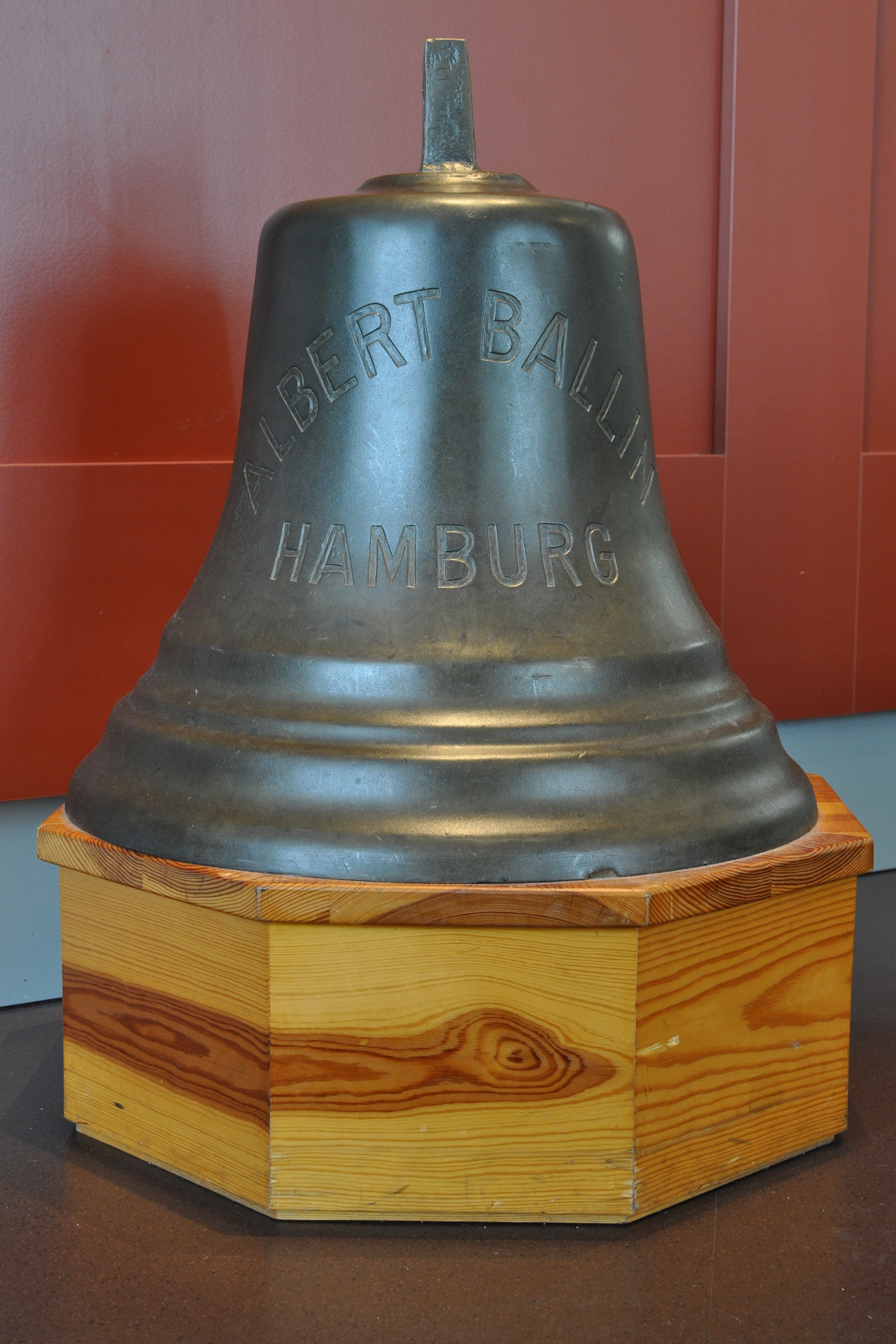
Schiffsglocke der Albert Ballin